# Villalcampo
Villalcampo è un comune spagnolo di 622 abitanti situato nella comunità autonoma di Castiglia e León.